# شواسوات
شواسوات (الاسم العلمي: Pavetteae)، قبيلة نباتات مُزهرة من فصيلة الفوية وتحتوي على حوالي 624 نوعًا ضمن 9 أجناس. توجد في المناطق الاستوائية وشبه الاستوائية في العالم القديم ومنطقة جنوب المحيط الهادئ.